# Bibliothèque de la jeunesse
 (juin 2019).
Si vous disposez d'ouvrages ou d'articles de référence ou si vous connaissez des sites web de qualité traitant du thème abordé ici, merci de compléter l'article en donnant les références utiles à sa vérifiabilité et en les liant à la section « Notes et références ».

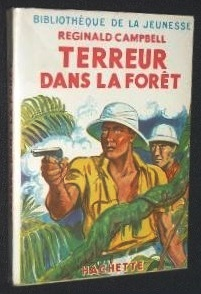
Un exemplaire avec jaquette en couleur de la collection Bibliothèque de la jeunesse.

La Bibliothèque de la jeunesse est une collection française de livres créée et éditée par les éditions Hachette de 1923 à 1972, destinée aux enfants et préadolescents. 
La collection compte parmi ses auteurs Jules Verne, Charles Dickens, Arthur Conan Doyle, etc. 

## Présentation
De 1955 à 1972, parallèlement aux volumes cartonnés de la « Bibliothèque verte », Hachette publie simultanément des éditions souples bon marché mais de piètre qualité : la collection « Bibliothèque de la jeunesse » qui reprend les titres parus dans la « Bibliothèque verte ». 

## Aspect des livres
En dehors de l’inscription « Bibliothèque de la jeunesse » figurant en lettres bleues sur le haut de la couverture, et de l'absence de cartonnage, cette collection est la copie conforme de la « Bibliothèque verte ». 
- Jusqu'en 1958, le cahier sera enveloppé d'une jaquette en couleur portant la même illustration de couverture que celle parue dans la Bibliothèque verte.
- Après 1958, la jaquette sera supprimée : l'illustration de la première page du cahier sera alors d'abord en couleur puis l'illustration se réduira à un simple pictogramme bleu tiré de la page de titre des volumes de la Bibliothèque Verte.